# 20 kilomètres marche masculin aux Jeux olympiques d'été de 1972
Navigation
Mexico 1968 Montréal 1976
L'épreuve du 20 kilomètres marche masculin aux Jeux olympiques de 1972 s'est déroulée le 31 août 1972 dans les rues de Munich, en République fédérale d'Allemagne, avec une arrivée située au Stade olympique. Elle est remportée par l'Est-allemand Peter Frenkel qui établit un nouveau record olympique en 1 h 26 min 42 s 4.

## Résultats
| Rang               | Athlète              | Pays                 | Temps             | Notes |
| ------------------ | -------------------- | -------------------- | ----------------- | ----- |
| Médaille d'or      | Peter Frenkel        | Allemagne de l'Est   | 1 h 26 min 42 s 4 | OR    |
| Médaille d'argent  | Volodymyr Holubnychy | Union soviétique     | 1 h 26 min 55 s 2 |       |
| Médaille de bronze | Hans-Georg Reimann   | Allemagne de l'Est   | 1 h 27 min 16 s 6 |       |
| 4                  | Gerhard Sperling     | Allemagne de l'Est   | 1 h 27 min 55 s 0 |       |
| 5                  | Nikolay Smaga        | Union soviétique     | 1 h 28 min 16 s 6 |       |
| 6                  | Paul Nihill          | Royaume-Uni          | 1 h 28 min 44 s 4 |       |
| 7                  | Jan Ornoch           | Pologne              | 1 h 32 min 01 s 6 |       |
| 8                  | Vittorio Visini      | Italie               | 1 h 32 min 30 s 0 |       |
| 9                  | José Oliveros        | Mexique              | 1 h 32 min 40 s 6 |       |
| 10                 | Larry Young          | États-Unis           | 1 h 32 min 53 s 4 |       |
| 11                 | Jan Rolstad          | Norvège              | 1 h 33 min 03 s 2 |       |
| 12                 | Pedro Aroche         | Mexique              | 1 h 33 min 05 s 0 |       |
| 13                 | Heinz Mayr           | Allemagne de l'Ouest | 1 h 33 min 13 s 8 |       |
| 14                 | Phil Embleton        | Royaume-Uni          | 1 h 33 min 22 s 2 |       |
| 15                 | Tom Dooley           | États-Unis           | 1 h 34 min 58 s 8 |       |
| 16                 | Wilfried Wesch       | Allemagne de l'Ouest | 1 h 35 min 20 s 6 |       |
| 17                 | Peter Marlow         | Royaume-Uni          | 1 h 35 min 38 s 8 |       |
| 18                 | Charles Sowa         | Luxembourg           | 1 h 36 min 23 s 8 |       |
| 19                 | Goetz Klopfer        | États-Unis           | 1 h 38 min 33 s 6 |       |
| 20                 | Hunde Toure          | Éthiopie             | 1 h 43 min 11 s 6 |       |
| 21                 | José Esteban Valle   | Nicaragua            | 1 h 45 min 09 s 4 |       |
| 22                 | Ismael Avila         | Mexique              | 1 h 45 min 45 s 4 |       |
| -                  | Bernd Kannenberg     | Allemagne de l'Ouest | DNF               |       |
| -                  | Yevgeniy Ivchenko    | Union soviétique     | DQ                |       |
| -                  | Tadeusz Gorzechowski | Pologne              | DNS               |       |
| -                  | Ludomir Nitkowski    | Pologne              | DNS               |       |
| -                  | Shaul Ladany         | Israël               | DNS               |       |
| -                  | Teodor Ionescu       | Roumanie             | DNS               |       |
| -                  | Ioan Mureşanu        | Roumanie             | DNS               |       |
| -                  | Daniel Björkgren     | Suède                | DNS               |       |
| -                  | Stefan Ingvarsson    | Suède                | DNS               |       |
| -                  | Hans Tenggren        | Suède                | DNS               |       |
| -                  | Fernando Ielli       | Italie               | DNS               |       |
| -                  | Oscar Barletta       | Italie               | DNS               |       |
| -                  | Kjell Georg Lund     | Norvège              | DNS               |       |
| -                  | Aram Levonian        | Bulgarie             | DNS               |       |
| -                  | János Dalmati        | Hongrie              | DNS               |       |
| -                  | Antal Kiss           | Hongrie              | DNS               |       |

## Légende
Records et Performances
- AR : Record continental (area record)
- CR : Record des championnats (championship record)
- MR : Record du meeting (meet record)
- NR : Record national (national record)
- OR : Record olympique (olympic record)
- PR : Record paralympique (paralympic record)
- PB : Record personnel (personal best)
- SB : Meilleure performance personnelle de la saison (season's best)
- WL : Meilleure performance mondiale de l'année (world leader)
- WJR : Record du monde junior (world junior record)
- WR : Record du monde (world record)

Circonstances et Conditions
- DNF : N'a pas terminé (did not finish)
- DNS : N'a pas pris le départ (did not start)
- DQ : Disqualification (disqualification)
- NM : Aucun essai valable enregistré (No Mark)
- Q : Qualifié « directement » au prochain tour (ou à la prochaine compétition), lors d'une compétition majeure, grâce au classement ou à la réalisation des minima (automatic qualifier)
- q : Qualifié au prochain tour (ou à la prochaine compétition), lors d'une compétition majeure, grâce au repêchage ou à la réalisation de l'une des meilleures performances parmi celles des « non qualifiés directement » (grâce au meilleur temps ou à la meilleure distance par exemple) (secondary qualifier)